# ロレンツ・ハート
ロレンツ・ハート（Lorenz Hart、1895年5月2日 - 1943年11月22日）は、アメリカ合衆国の作詞家。
リチャード・ロジャースと共にロジャース&ハートとしてブロードウェイで作曲活動をしていた。「ブルー・ムーン」、「ザ・レディ・イズ・ア・トランプ」、「マイ・ファニー・ヴァレンタイン」などの著名な楽曲の作詞家として知られる。

## 生い立ちおよび経歴
ニューヨークのハーレムにてユダヤ人移民の父マックス・Mとドイツ系の母フリーダ(アイゼンバーグ)ハートのもとに2人兄弟の長男として生まれた。ハートは母方においてドイツ人詩人ハインリヒ・ハイネの曾孫甥であった。ビジネス・プロモーターであった父は弟テディ・ハートと共にハーツを私立学校に進学させた。のちにテディも舞台で活動し、ミュージカル・コメディ・スターとなった。テディの妻ドロシー・ハートはロレンツ・ハートの伝記を執筆した。
子供の頃、コロンビア・グラマー・スクールで教育を受け、1913年、コロンビア・カレッジに進学し、コロンビア大学ジャーナリズム学部に転校し、2年間在籍した。1919年、友人にリチャード・ロジャースを紹介され、多くのアマチュアや学生の劇団の作曲を行なった。
1918年まで劇場パートナーのシュバート兄弟のもとで活動し、ドイツ語の演劇作品を英語に翻訳していた。1919年、ロジャース&ハートの楽曲「Any Old Place With You」がブロードウェイ・ミュージカル『A Lonely Romeo』で使用された。1920年、シグマンド・ロンバーグの音楽が使用されたミュージカル・コメディ『Poor Little Ritz Girl』でロジャース&ハーツの楽曲も6曲使用された。1925年、2人はシアター・ギルド・プロダクションの『The Garrick Gaieties』の作曲に雇われ、ヒットして称賛された。
20年以上に亘り、ハートが若くして亡くなる直前までロジャース&ハートはブロードウェイ・ミュージカル26作品の作詞作曲を続けた。2人の四大ヒット作は『Babes in Arms』、『The Boys from Syracuse|』、『Pal Joey』、『On Your Toes』である。彼らの楽曲は舞台以外でも長く親しまれている。楽曲の多くは歌手やジャズ演奏者にとってスタンダード・ナンバーとなっている。ハートは「両大戦間に成熟した都会派の吟遊詩人」と呼ばれている。しかしハートが詩人として称賛されることに対して友人や仲間の作家のヘンリー・マイヤーズは別の発言をしている。「彼は本当にショーマンだった。固定観念を除いて彼の楽曲を技術的に分析すれば、それらが物語の一部であり演じるためのものであることに気付くでしょう。彼は劇作家でもあった」。
ロジャース&ハートは『今晩は愛して頂戴ナ』(1932年)、『お化け大統領』(1932年)、『Hallelujah, I'm a Bum』(1933年)、『ミシシッピ (映画)』(1935年)など複数の映画作品でも作詞作曲していた。世界恐慌にあっても彼らの成功によりハートは毎年6万ドルの年収があった。多くの人々を惹き付けており、大規模なパーティを度々開催していた。1938年以降、これまで以上に遠方に出掛ける機会が増え、飲酒の問題も抱えるようになった。それでもなおロジャース&ハートは1942年中期頃まで共に作曲活動を続け、最後の新作ミュージカル作品は1942年の『By Jupiter』となった。
1942年7月23日の「ニューヨーク・タイムズ」紙によると、シアター・ギルドが前日リチャード・ロジャース、ロレンツ・ハート、オスカー・ハマースタイン2世が、ギルド・シアターで64回上演されたリン・リグスの戯曲『Green Grow the Lilacs』のミュージカル化の制作を開始することを発表した。ハートの精神状態が悪化してきたため、ロジャースはハマースタインをこのプロジェクトに引き入れたのである。ハートはオクラホマ州などのような田舎を舞台としたミュージカルの作詞を苦手としており、ハートは降板したが、熱心であったハマースタインがロジャースと共に『オクラホマ!』を完成させた。なお当時ハマースタインのパートナーであった作曲家のジェローム・カーンはこのプロジェクトに興味がなかった。1960年にハマースタインが亡くなるまで16年間ロジャース&ハマースタインは共同作業を続け、20世紀で最も成功した作詞作曲チームの1つとなった。
1943年4月下旬にハートの母親が亡くなったことがハートに多大な影響を与えた。1943年秋、ロジャース&ハートは最後のミュージカル『コネチカット・ヤンキー』再演版を制作した。「To Keep My Love Alive」を含む新曲6曲はハートの最後の作詞活動となった。ハートは開幕公演に出席せず、2日間休暇をとった。ホテルの客室で病気のところを発見され、ニューヨークのアッパー・イースト・サイドにあるドクターズ・ホスピタルに搬送されたが、数日後に亡くなった。

## 作詞スタイル
トーマス・ヒスチャックによると、ハートは多音節と中間韻の優れた才能を持っており、彼の作詞はウィットに富み技術的に洗練されているとしばしば称賛されている。
「ニューヨーク・タイムズ」紙の音楽評論家のスティーヴン・ホールデンによると、「ハートのバラードの歌詞は、彼が見た目に自信がなく全く魅力がないという思い込みが表現された非常に切ないものが多い」。「彼の人生と同様にその歌詞において、ハートの孤独感が表現されている。陽気で楽しく洒落の効いた曲も多数作詞しているが、表面に見えない部分に傷つきやすい繊細さを隠し哀愁を添える」。

## 私生活および死
ハートは父を亡くし母親と共に暮らしていた。アルコール依存症に苦しんでおり、飲み過ぎで数週間連絡がとれないこともあった。
ホールデンは以下のように記した:
ハートの歌詞の多くは、ハートが自分の体を嫌悪しており、報われない愛の吐露である。ハートは周りの人々から、低身長で葉巻臭い自分のことを不快な人物と思われるに違いないと思っていた。この時代、同性愛者であることを明らかにできず、ハートは秘密にし続けていたが、歌詞の端々にヒントが隠されていた。
ハートは人生を通して抑うつに悩まされていた。彼の奇行はロジャースとの衝突を度々引き起こし、1943年、ハートが亡くなる直前のパートナーシップ解消へと繋がった。その後、ロジャースはオスカー・ハマースタイン2世とのコラボレーションを始めた。
母親の死でひどく落胆し、7ヶ月後の1943年11月22日、ハートは大量の飲酒の後、ニューヨークにて肺炎で亡くなった。遺体はクイーンズ区のマウント・ザイオン墓地に埋葬された。彼の人生は脚色および美化され1948年のメトロ・ゴールドウィン・メイヤーの伝記映画『ワーズ&ミュージック』で描かれた。

## 主な舞台作品
- 1920年 Poor Little Ritz Girl
- 1925年 The Garrick Gaieties
- 1927年 コネチカット・ヤンキー  A Connecticut Yankee - マーク・トウェインの『アーサー王宮廷のコネチカット・ヤンキー』を基にしている。
- 1928年 Present Arms
- 1935年 Jumbo
- 1936年 On Your Toes
- 1937年 Babes in Arms
- 1938年 The Boys from Syracuse - ウィリアム・シェイクスピアの『間違いの喜劇』を基にしている。
- 1938年 I Married an Angel
- 1939年 Too Many Girls
- 1940年 Higher and Higher
- 1940年 Pal Joey - ジョン・オハラの小説『Pal Joey』を基にしている。
- 1942年 By Jupiter

## 主な楽曲
| - "A Ship Without a Sail" - "Bewitched, Bothered and Bewildered" - ブルー・ムーン - "Blue Moon" - "Blue Room" - "Dancing on the Ceiling" - 恋に恋して - "Falling in Love with Love" - "Glad to Be Unhappy" - "Have You Met Miss Jones?" - "He Was Too Good to Me" - アイ・クッド・ライト・ア・ブック - "I Could Write a Book" - 時さえ忘れて - "I Didn't Know What Time It Was" - "I Wish I Were in Love Again" - "I'll Tell The Man In The Street" - "I've Got Five Dollars" - "Isn't It Romantic?" - "It Never Entered My Mind" - イッツ・イージー・トゥ・リメンバー - "It's Easy to Remember" - "Johnny One Note" - "Little Girl Blue" | - "Lover" - "Manhattan" - "Mountain Greenery" - マイ・ファニー・ヴァレンタイン - "My Funny Valentine" - "My Heart Stood Still" - "My Romance" - "Sing for Your Supper" - スプリング・イズ・ヒア - "Spring Is Here" - "Ten Cents a Dance" - ザ・レディ・イズ・ア・トランプ - "The Lady Is a Tramp" - "The Most Beautiful Girl in the World" - "There's a Small Hotel" - "This Can't Be Love" - "Thou Swell" - "To Keep My Love Alive" - "Where or When" - "With a Song in My Heart" - "You Took Advantage of Me" |